# Loka

Loki hinduistyczne

Loka (świat, sfera) – w hinduizmie i buddyzmie rejon w zaświatach lub subtelny wymiar egzystencji zwyczajnie niedostępny dla percepcji żyjących na Ziemi ludzi, lub też w syntetycznym ujęciu sfery jednocześnie psychiczne i kosmiczne. Są to sfery cechujące się większym szczęściem (niebiańskie) jak i mniej atrakcyjne niż świat ziemski (piekielne). W ich obrębie odbywa się wędrówka w kole sansary. Egzystencja dusz jednostek doskonalszych duchowo, które nie opuściły całkowicie wszechświata lub podczas nieistnienia wszechświata, odbywa się w najsubtelniejszych, najwyższych lokach. Cechą charakterystyczną jest dla lok kulista budowa, co pozwala sporządzać ich odwzorowania (mapy) w formie mandali.

## Hinduizm
Loki stanowią jeden z podstawowych elementów kosmologii hinduistycznej (obok oceanu, gór i wysp (dwipa)).
Są to światy występujące w porządku kosmicznym a równocześnie świadomie uwewnętrznione w człowieku doskonałym duchowo.
Osiąganie kolejnych sfer, nauki mędrców Upaniszad pojmują na sposób psychologiczny, jako akt psychicznego urzeczywistnienia. Metodą praktyki wznoszącej adepta, która preferują Upaniszady jest tapas.

### Możliwość percepcji
Loki niebiańskie bywają klasyfikowane hierarchicznie ponad wierzchołkiem góry Meru, jako coraz doskonalsze boskie krainy.
Według Śri Anirwana materia światów coraz niższych, aż do poziomu fizycznego, powstała przez podział i ekspansję trzech gun pierworodnej prakryti. Dlatego w każdym kolejno stwarzanym świecie liczba gun wzrasta.
- Dla jaźni możliwe jest przejście przez niektóre z nich po śmierci ciała fizycznego, pomiędzy inkarnacjami.
- Wedy mówią o możliwości czasowej percepcji wyższych lok, w wyniku ascezy (tapas) lub dzięki somie[5].

- Podczas życia ciała fizycznego, dostępne są dla joginów jako siddhi, gdy wykonają sanjamę na Słońcu jako podporze medytacji Jogasutra mówi o tym w księdze "Wibhuti padah" w wersie III.26[6].

- Dla pobożnego hindusa, możliwe jest odrodzenie się w którejś z takich loka, zależnie od nagromadzonej karmy i poziomu jego świadomości (świętości). Nie zawsze jednak wzniesienie się do któregoś z wyższych światów, oznacza korzystną sytuację z punktu widzenia rozwoju jego duszy jednostkowej na drodze do całkowitego wyzwolenia[7].

- Swami Muktananda Paramahansa wspomina w książce Dokąd idziesz, że gdy jego sadhana osiągnęła poziom anahataćakry, doświadczał wewnętrznych mistycznych podróży do różnych lok[8].

- Śri Anirwan naucza, iż percepcja przez jogina poziomu wszechświata bezpośrednio wyższego uwarunkowana jest osiągnięciem harmonii (jedności[9]) z gunami jego własnego świata.

### Klasyfikacja
Opisy kosmologiczne różnych nurtów hinduizmu, zawierają nauki kosmologiczne różniące się liczbą takich światów:
- literatura wedyjska (Rygweda) opisuje poddział triloka i tribhuwana
- w okresie powedyjskim brahmandę dzielono na 21 poziomów, gdzie dewaloka składała się z siedmiu pomniejszych światów[10]
- pisma sankhji i wedanty przedstawiają podział na osiem poziomów (od piśaćaloki do brahmaloki)[10]
- w puranach występuje podział siedmiokrotny (saptaloka). Przyporządkowanie siedmiu światów do poziomu świadomości reprezentowanej przez siedem ćakr objaśnia np. Wisznupurana[11].

- spotyka się podział wymieniający loki nazywane od rodzaju mieszkańców. (Gandharwa ⇒ Gandharwaloka, Jaksza ⇒ Jakszaloka, Dewa ⇒ Dewaloka, etc.)
- popularne jest też nazewnictwo takich krain kosmologicznych od imienia ich bóstwa przewodniego, np. Indra ⇒ Indraloka, Kryszna ⇒Krysznaloka, Soma ⇒ Somaloka[12]

## Buddyzm
W buddyzmie wymienia się kolejne sfery: Kamaloka, Rupaloka, Arupaloka oraz apaja loka – cztery niższe światy (metafora nieoświeconych stanów umysłu).